# Emmingen-Liptingen
Emmingen-Liptingen – gmina w Niemczech, w kraju związkowym Badenia-Wirtembergia, w rejencji Fryburg, w regionie Schwarzwald-Baar-Heuberg, w powiecie Tuttlingen, wchodzi w skład wspólnoty administracyjnej Tuttlingen. Leży po części w Parku Natury Górnego Dunaju, ok. 7 km na południowy wschód od Tuttlingen. Przez teren gminy przebiegają drogi krajowe B14 i B491.